# (8030) 1991 SK
(8030) 1991 SK là một tiểu hành tinh nằm ở rìa ngoài của vành đai chính. Nó được phát hiện bởi Robert H. McNaught ở Đài thiên văn Siding Spring ở Coonabarabran, New South Wales, Australia, ngày 29 tháng 9 năm 1991.